# Bob Bennett (politicus)
Robert Foster (Bob) Bennett (Salt Lake City, 18 september 1933 – Arlington, 4 mei 2016) was een Amerikaans politicus. Hij was achttien jaar een Republikeinse senator voor Utah.

## Levensloop
Bennett zijn vader was een Amerikaanse senator. Zijn grootvader was president van de Kerk van Jezus Christus van de Heiligen der Laatste Dagen. Bennett behaalde in 1957 zijn Bachelor of Science aan de Universiteit van Utah.
Van 1957 tot 1969 was hij legerpredikant bij de Nationale Garde. Daarna kwam hij te werken bij het Ministerie van Transport als aanspreekpunt voor het congres. Deze functie vervulde hij van 1969 tot 1970. Daarna werd hij hoofd van Robert Mullen Associates, een pr-bedrijf in Washington.
In 1974 werd hij hoofd van de pr-afdeling van het bedrijf Summa Corporation en in 1978 werd hij hoofd van Osmond Communications. In 1979 stapte hij in de computer-industrie. Eerst als voorzitter van American Computers Corporation en daarna van 1981 tot 1984 als baas van Microsonics Corporation. In 1984 werd hij algemeen directeur bij Franklin Quest.

## Politieke carrière
In 1992 stelde Bennett zich kandidaat voor de senaat. Bij de Republikeinse voorverkiezingen wist hij zijn opponent nipt (51%) te verslaan, en daarna versloeg hij ook zijn Democratische opponent. In 1998 en 2004 werd hij herkozen. Uiteindelijk diende Bennett als de Republikeinse whip. In die functie diende hij er op toe te zien dat alle Republikeinen volgens de partijlijn stemmen.
In 2006 was Bennett een van de drie Republikeinen die tegen het voorstel stemden om in de grondwet te laten opnemen dat de vlag van de Verenigde Staten niet fysiek aangetast zou mogen worden, bijvoorbeeld door middel van verbranding.
Bij de Republikeinse voorverkiezingen in de staat Utah werd Bennett in 2010 verslagen door Mike Lee en Tim Bridgewater. Lee volgde hem uiteindelijk op in de Senaat.

## Privé
In 1962 trouwde hij met Joyce McKay. Samen kregen zij zes kinderen.
- International Standard Name Identifier: 0000 0000 6221 2130
- Library of Congress Control Number: no2009085759
- Biographical Directory of the United States Congress: B000382
- Virtual International Authority File: 90508570
- WorldCat: E39PBJymypby8vHyhJKYTrBHG3